# Discophora continentalis
Discophora continentalis är en fjärilsart som beskrevs av Otto Staudinger 1887. Discophora continentalis ingår i släktet Discophora och familjen praktfjärilar. Inga underarter finns listade i Catalogue of Life.